# Torenia philcoxii
Torenia philcoxii är en tvåhjärtbladig växtart som beskrevs av Fischer, Schäferhoff och Müller. Torenia philcoxii ingår i släktet Torenia och familjen Linderniaceae. Inga underarter finns listade i Catalogue of Life.